# Groenendael

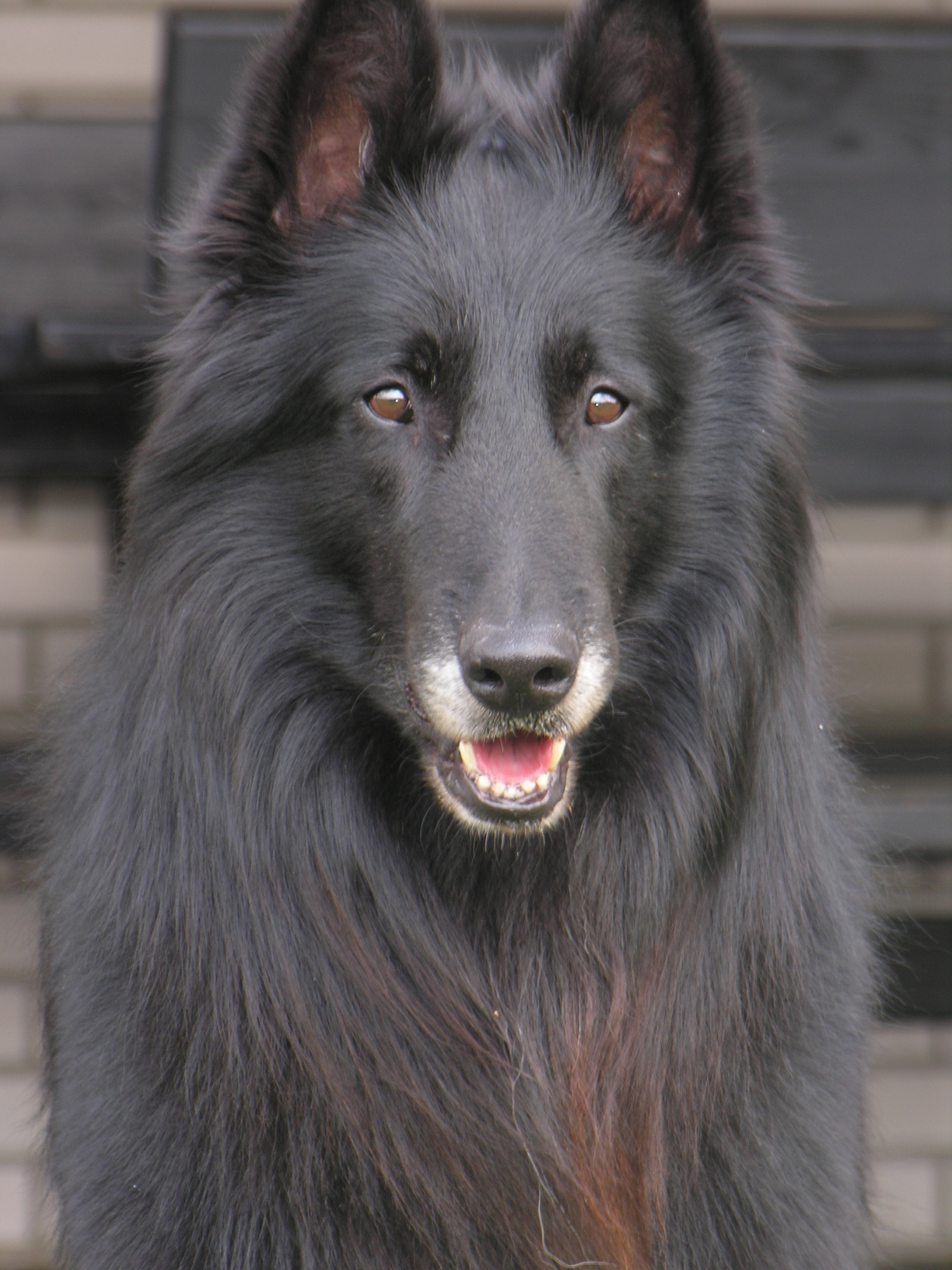
Głowa groenendaela

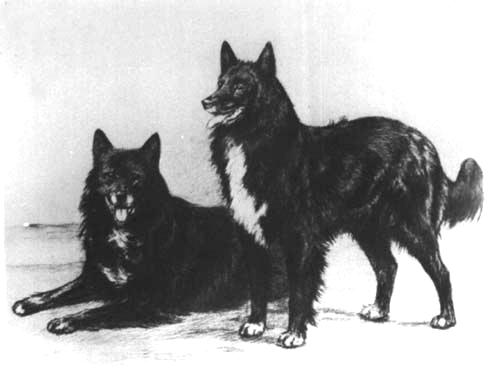
Jedni z pierwszych przedstawicieli rasy, mają białe znaczenia w umaszczeniu

Groenendael – jeden z belgijskich psów pasterskich, obok malinoisa, tervuerena i laekenoisa, w zależności od narodowego klubu uznawanych za odrębne rasy psów (np. we Francji lub w Stanach Zjednoczonych, gdzie nazywany jest owczarkiem belgijskim – Belgian Sheepdog) lub odmiany w obrębie rasy owczarek belgijski (np. w systematyce ras według FCI.), zaliczane do ras pasterskich i zaganiających, zaklasyfikowane do sekcji psów pasterskich (owczarskich).
Groenendael został wyhodowany przez belgijskiego hodowcę Nicholasa Rose. Oficjalnie rasa powstała pomiędzy 1891 a 1897. Psy groenendaela są większe i masywniej zbudowane od suk. Podlegają próbom pracy.

## Użytkowość
Z uwagi na dużą sprawność, dzielność oraz wyśmienity węch, groenendaele służą w policji. Ponadto są znakomitymi tropicielami, ratownikami oraz przewodnikami niewidomych. 
Przedstawiciele tej rasy osiągają sukcesy w "psich" sportach, m.in. w agility.

## Szata i umaszczenie
Włos czarny – długi, falisty – z dopuszczalnymi białymi znaczeniami na piersi ("krawat") i na palcach, także szare "portki" i rudawy nalot na sierści.

## Charakter i usposobienie
Pies o dużym temperamencie, energiczny i żywiołowy lecz może być bojaźliwy i niepewny jeżeli był źle socjalizowany i prowadzony. Potrzebuje stałego kontaktu z właścicielem, od którego należy wymagać doświadczenia i konsekwencji, gdyż psy tej rasy miewają skłonności do dominacji. Owczarki belgijskie są dobrymi i czujnymi stróżami, lubią pracę, są spostrzegawcze i pojętne. Są to psy wymagające specjalnej tresury (przez pozytywną stymulację) – czyli nie poprzez zmuszania psa do danych zachowań, ale uczenie go tych zachowań poprzez zachęcanie i nagradzanie. Pies niezbyt dobrze czuje się w mieszkaniach, szczególnie w sytuacjach gdy ma pracujących, nieobecnych przez cały dzień opiekunów. 
Potrzebuje "zagrody" do pilnowania i dużo przestrzeni.

## Pielęgnacja
Groenendael linieje 1–2 razy w roku i jest to linienie bardzo obfite. W tym czasie psy wymagają intensywnego szczotkowania przez kilka dni. Jednak gdy większość czasu spędza w pomieszczeniach linieje przez cały rok. Pies tej rasy nie powinien być specjalnie przygotowywany do wystaw kynologicznych – ma wyglądać normalnie.